# Lucasfilm
A Lucasfilm Ltd. LLC amerikai film- és televíziós produkciós vállalat, amely a The Walt Disney Studios leányvállalata, amely a The Walt Disney Company egyik üzletága. A stúdió leginkább a Csillagok háborúja és az Indiana Jones franchise-ok megalkotásáról és gyártásáról, valamint a filmek speciális effektusainak, hangjának és számítógépes animációjának fejlesztésében betöltött vezető szerepéről ismert. A Lucasfilmet George Lucas filmrendező alapította 1971-ben a kaliforniai San Rafaelben; a vállalat tevékenységének nagy részét 2005-ben San Franciscóba helyezték át. A Disney 2012. október 30-án vásárolta meg a Lucasfilmet 4,05 milliárd dollárért készpénz és részvény formájában, 1,855 milliárd dollár értékben.

## Leányvállalatok
- Industrial Light & Magic – látványeffektek
  - ILM Singapore, ILM Vancouver, ILM London, ILM Sydney
  - ILMxLAB
- Skywalker Sound – hang-utómunka
- Lucasfilm Games – videójátékok
- Lucasfilm Animation – animáció
- Lucas Licensing – engedélyezés és értékesítés
  - Lucas Books – a Del Rey Books által kiadott könyvek, melyeket a Lucasfilm értékesített
- Lucasfilm Story Group (2012–) – A Lucasfilm fejlődéséért felelősek: Pablo Hidalgo, Leland Chee és Kiri Hart. Ők felelősek az egységes történetalkotásért a különböző franchise-ok esetében.

### Korábbi leányvállalatai
- Lucas Online – Házi webfejlesztő cég, amely a többi Lucasfilm Kft. cég-és tulajdon weboldalát építette és karbantartotta.
- Kerner Optical – Gyakorlati effektusok részlege (modellbolt) és 3D-s fejlesztőcsapat (2006-ban vált ki az ILM-ből, majd 2011-ben csődbe ment).
- Pixar Animation Studios – Számítógépes animációs stúdió, amelyet 1986-ban eladtakb Steve Jobsnak. 2006-ban a The Walt Disney Company leányvállalata lett, hat évvel a Disney 2012. decemberi felvásárlása előtt.
- THX – Színházi hangrendszer (2002-ben levált a Lucasfilm Ltd.-től) a Creative Technology a THX 60%-át birtokolta, majd 2016-ban eladták a Razer Inc.-nek.

## Mozifilmek
| Év   | Film                                          | Rendező                       | Forgatókönyvíró                                              | Történet                                                      | Forgalmazó(k)                             | Költségvetés    | Bevétel                 | Rotten Tomatoes | Metacritic |
| ---- | --------------------------------------------- | ----------------------------- | ------------------------------------------------------------ | ------------------------------------------------------------- | ----------------------------------------- | --------------- | ----------------------- | --------------- | ---------- |
| 1973 | American Graffiti                             | George Lucas                  | George Lucas, Gloria Katz és Willard Huyck                   | George Lucas, Gloria Katz és Willard Huyck                    | Universal Pictures                        | 777 000 $       | 140 millió $            | 96%             | 97         |
| 1977 | Star Wars IV. rész – Egy új remény            | George Lucas                  | George Lucas                                                 | George Lucas                                                  | 20th Century Fox                          | 11 millió $     | 775.5 millió $          | 93%             | 90         |
| 1979 | Amerikai Graffiti 2.                          | Bill L. Norton                | Bill L. Norton                                               | Bill L. Norton                                                | Universal Pictures                        | 3 millió $      | 15 millió $             | 22%             | N/A        |
| 1980 | Star Wars V. rész – A Birodalom visszavág     | Irvin Kershner                | Leigh Brackett és Lawrence Kasdan                            | George Lucas                                                  | 20th Century Fox                          | 33 millió $     | 547.9 millió $          | 95%             | 82         |
| 1981 | Az elveszett frigyláda fosztogatói            | Steven Spielberg              | Lawrence Kasdan                                              | George Lucas és Philip Kaufman                                | Paramount Pictures                        | 18 millió       | 389.9 millió            | 95%             | 85         |
| 1983 | Star Wars VI. rész – A Jedi visszatér         | Richard Marquand              | Lawrence Kasdan és George Lucas                              | George Lucas                                                  | 20th Century Fox                          | 42.7 millió $   | 475.3 millió $          | 81%             | 58         |
| 1983 | Twice Upon a Time                             | John Korty és Charles Swenson | John Korty, Charles Swenson, Suella Kennedy és Bill Couturié | John Korty, Bill Couturié és Suella Kennedy                   | Warner Bros.                              | N/A             | N/A                     | N/A             | N/A        |
| 1984 | Indiana Jones és a végzet temploma            | Steven Spielberg              | Willard Huyck és Gloria Katz                                 | George Lucas                                                  | Paramount Pictures                        | 28.2 millió $   | 333.1 millió $          | 85%             | 57         |
| 1985 | Latino                                        | Haskell Wexler                | Haskell Wexler                                               | Haskell Wexler                                                | Cinecom Pictures                          | N/A             | N/A                     | N/A             | N/A        |
| 1985 | Mishima: A Life in Four Chapters              | Paul Schrader                 | Leonard Schrader és Paul Schrader                            | Leonard Schrader és Paul Schrader                             | Warner Bros.                              | 5 millió $      | 20 758 $                | 88%             | 81         |
| 1986 | Fantasztikus labirintus                       | Jim Henson                    | Terry Jones                                                  | Dennis Lee és Jim Henson                                      | TriStar Pictures                          | 27.68 millió $  | 11.6 millió $           | 68%             | 50         |
| 1986 | Howard, a kacsa                               | Willard Huyck                 | Willard Huyck és Gloria Katz                                 | Willard Huyck és Gloria Katz                                  | Universal Pictures                        | 37 millió $     | 48 millió $             | 15%             | 28         |
| 1988 | Willow                                        | Ron Howard                    | Bob Dolman                                                   | George Lucas                                                  | Metro-Goldwyn-Mayer                       | 35 millió $     | 57.3 millió $           | 53%             | 47         |
| 1988 | Tucker, az autóbolond                         | Francis Ford Coppola          | Arnold Schulman és David Seidler                             | Arnold Schulman és David Seidler                              | Paramount Pictures                        | 24 millió $     | 19.7 millió $           | 84%             | 74         |
| 1988 | Őslények országa                              | Don Bluth                     | Stu Krieger                                                  | Judy Freudberg és Tony Geiss                                  | Universal Pictures & Amblin Entertainment | 12.5 millió $   | 84.4 millió $           | 70%             | 66         |
| 1989 | Indiana Jones és az utolsó kereszteslovag     | Steven Spielberg              | Jeffrey Boam                                                 | George Lucas és Menno Meyjes                                  | Paramount Pictures                        | 48 millió $     | 474.2 millió $          | 88%             | 65         |
| 1994 | Gyilkosság egyenes adásban                    | Mel Smith                     | Willard Huyck, Gloria Katz, Jeff Reno és Ron Osborn          | George Lucas                                                  | Universal Pictures                        | 15 millió $     | 1.3 millió $            | 24%             | N/A        |
| 1999 | Star Wars I. rész – Baljós árnyak             | George Lucas                  | George Lucas                                                 | George Lucas                                                  | 20th Century Studios                      | 115 millió $    | 1,027 milliárd $        | 53%             | 51         |
| 2002 | Star Wars II. rész – A klónok támadása        | George Lucas                  | George Lucas és Jonathan Hales                               | George Lucas                                                  | 20th Century Studios                      | 115 millió $    | 649.4 millió $          | 66%             | 54         |
| 2005 | Star Wars III. rész – A sithek bosszúja       | George Lucas                  | George Lucas                                                 | George Lucas                                                  | 20th Century Studios                      | 113 millió $    | 850 millió $            | 80%             | 68         |
| 2008 | Indiana Jones és a kristálykoponya királysága | Steven Spielberg              | David Koepp                                                  | George Lucas és Jeff Nathanson                                | Paramount Pictures                        | 185 millió $    | 790.6 millió $          | 77%             | 65         |
| 2008 | Star Wars: A klónok háborúja                  | Dave Filoni                   | Henry Gilroy, Steven Melching, Scott Murphy                  | Henry Gilroy, Steven Melching, Scott Murphy                   | Warner Bros.                              | 8.5 millió $    | 68.3 millió $           | 18%             | 35         |
| 2012 | Red Tails: Különleges légiosztag              | Anthony Hemingway             | John Ridley és Aaron McGruder                                | John Ridley                                                   | 20th Century Fox                          | 58 millió $     | 50.4 millió $           | 40%             | 46         |
| 2015 | Strange Magic                                 | Gary Rydstrom                 | David Berenbaum, Irene Mecchi és Gary Rydstrom               | George Lucas                                                  | Walt Disney Studios Motion Pictures       | 70–100 millió $ | 13.6 millió $           | 17%             | 25         |
| 2015 | Star Wars VII. rész – Az ébredő Erő           | J. J. Abrams                  | Lawrence Kasdan, J. J. Abrams és Michael Arndt               | Lawrence Kasdan, J. J. Abrams és Michael Arndt                | Walt Disney Studios Motion Pictures       | 250 millió $    | 2.068 milliárd $        | 93%             | 81         |
| 2016 | Zsivány Egyes – Egy Star Wars-történet        | Gareth Edwards                | Chris Weitz és Tony Gilroy                                   | John Knoll és Gary Whitta                                     | Walt Disney Studios Motion Pictures       | 200 millió $    | 1.056 milliárd $        | 85%             | 65         |
| 2017 | Star Wars VIII. rész – Az utolsó jedik        | Rian Johnson                  | Rian Johnson                                                 | Rian Johnson                                                  | Walt Disney Studios Motion Pictures       | 200 millió $    | 1.333 milliárd $        | 91%             | 85         |
| 2018 | Solo: Egy Star Wars-történet                  | Ron Howard                    | Jonathan Kasdan és Lawrence Kasdan                           | Jonathan Kasdan és Lawrence Kasdan                            | Walt Disney Studios Motion Pictures       | 275 millió $    | 392.7 millió $          | 70%             | 62         |
| 2019 | Star Wars IX. rész – Skywalker kora           | J. J. Abrams                  | Chris Terrio és J. J. Abrams                                 | Derek Connolly, Colin Trevorrow, J. J. Abrams és Chris Terrio | Walt Disney Studios Motion Pictures       | 275 millió $    | 1.074 milliárd dollár $ | 51%             | 53         |

## Filmsorozatok
| Év              | Cím                | Filmek | TV évadok |
| --------------- | ------------------ | ------ | --------- |
| 1973–1979       | American Graffiti  | 2      | 0         |
| 1977–napjainkig | Csillagok háborúja | 12     | 19        |
| 1981–napjainkig | Indiana Jones      | 4      | 3         |